# The Look of Love (Diana Krall)
The Look of Love è il sesto album della cantante e pianista jazz canadese Diana Krall, pubblicato nel 2001. L'album raggiunge la prima posizione in Canada, la quinta in Francia, la sesta in Nuova Zelanda, la settima in Australia e la nona nella Billboard 200.

## Tracce
1. S Wonderful (George Gershwin, Ira Gershwin) – 4.29
2. Love Letters (Edward Heyman, Victor Young) – 4.56
3. I Remember You (Johnny Mercer, Victor Schertzinger) – 3.56
4. Cry Me a River (Arthur Hamilton) (Arthur Hamilton) - 5.03
5. Bésame mucho (Sunny Skylar, Consuelo Valazquez) – 6.40
6. The Night We Called It a Day (Tom Adair, Matt Dennis) – 5.42
7. Dancing in the Dark (Howard Dietz, Arthur Schwartz) – 5.48
8. I Get Along Without You Very Well (Except Sometimes) (Hoagy Carmichael, Jane Brown Thompson) – 3.44
9. The Look of Love (Burt Bacharach, Hal David) – 4.41
10. Maybe You'll Be There (Rube Bloom, Sammy Gallop) – 5.31

## Formazione
- Diana Krall (piano, voce)
- Dori Caymmi (chitarra)
- Romero Lubambo
- Russel Malone
- John Pisano
- Luis Conte (percussioni)
- Paulinho da Costa (percussioni)
- Peter Erskine (batteria)
- Jeff Hamilton (batteria)
- Christian McBride (contrabbasso)
- London Symphony Orchestra (brani 2, 4, 6, 7, 8, 9, & 10)
- Los Angeles session orchestra (brani 1, 3, & 5)
- Claus Ogerman (direttore)